# Fernando Daniel
Fernando Daniel Rodrigues Almeida, conocido simplemente como Fernando Daniel (Estarreja, 11 de mayo de 1996), es un cantante portugués.

## Biografía
Fernando Daniel se dio a conocer a través de su participación en Factor X, en dos ocasiones, y en The Voice Portugal, donde fue ganador de la cuarta edición. En 2017, participó en el Festival da Canção, la selección nacional para decidir el representante portugués en el Festival de la Canción de Eurovisión, con la canción Poema a dois, quedando quinto en la final.
El álbum de estudio Salto, lanzado en 2018 y que contiene los sencillos de platino Espera y Voltas, se consagró como el álbum más vendido durante dos semanas, recibiendo una certificación de oro de la Associação Fonográfica Portuguesa con más de 7 500 unidades. Al año siguiente, ganó el MTV Europe Music Award como Mejor Artista Portugués, premio que también recibiría en la edición de 2020.
También en 2020, se lanzó Presente, alcanzando el número uno durante cinco semanas no consecutivas en Portugal, donde se convirtió en su segundo álbum con certificación de oro. Este incluye, entre otros extractos, Se eu, una colaboración con Melim, doble platino con más de 20 000 unidades vendidas.
En enero de 2025, fue anunciado como uno de los participantes del Festival da Canção con el tema Medo.

## Discografía

### Álbumes de estudio
- 2018 – Salto
- 2020 – Presente
- 2023 – V.H.S. – Vol. 1

### Sencillos
- 2017 – Espera
- 2018 – Nada mais
- 2018 – Mágoa
- 2018 – Voltas
- 2018 – Tal como sou
- 2019 – Melodia da saudade
- 2019 – Se eu (feat. Melim)
- 2019 – Até voltares (con Jimmy P.)
- 2020 – Cair
- 2020 – Recomeçar
- 2020 – Sem ti (con Agir)
- 2021 – Raro
- 2021 – #VoltamosJuntos (con Carolina Deslandes feat. Carlão)
- 2022 – Encontrar (feat. Piruka)
- 2022 – Suprior (con ProfJam)
- 2022 – Prometo
- 2023 – Metade (con Beatriz Rosário)
- 2023 – Casa
- 2023 – Contigo
- 2024 – Dois
- 2024 – Tu és capaz (con Bispo y Sara Correia)
- 2024 – Myself (con Sofia Camara)